# Sang Ha
 (août 2019).
Sang Ha est un village du Laos situé dans la province de Luang Prabang, dans le district de Luang Prabang, à l'ouest de Luang Prabang. Ce village est connu au Laos comme le village du whisky.